# ポトマック・ナショナルズ
ポトマック・ナショナルズ(Potomac Nationals)は、MiLB、A+級カロライナリーグ北地区に所属していた野球チーム。本拠地はバージニア州ウッドブリッジにあるG・リチャード・プフィッツナー・スタジアム。MLB・ワシントン・ナショナルズ傘下のチームとして活動していた。

## 歴史
1978年、「アレクサンドリア・デュークス」として創設。バージニア州のアレクサンドリアを本拠地とし、A+級カロライナリーグに加盟した。
1979年はシアトル・マリナーズと提携し、「アレクサンドラ・マリナーズ」に改名。
1980年にマリナーズと提携を解消し、「アレクサンドリア・デュークス」に戻る。
1981年からピッツバーグ・パイレーツと提携した。
1984年、バージニア州のウッドブリッジに移転し、「プリンス・ウィリアム・パイレーツ」に改名。
1987年からニューヨーク・ヤンキースと提携し、「プリンス・ウィリアム・ヤンキース」に改名。
1989年、「プリンス・ウィリアム・キャノンズ」に改名。
1994年からシカゴ・ホワイトソックスと提携。
1997年からセントルイス・カージナルスと提携。
1999年、「ポトマック・キャノンズ」に改名。
2003年からシンシナティ・レッズと提携。
2005年、ワシントン・ナショナルズと提携を開始し、「ポトマック・ナショナルズ」に改名。

## 過去の主な所属選手
- ボビー・ボニーヤ
- バリー・ボンズ
- バーニー・ウィリアムス
- アンディ・ペティット
- ホルヘ・ポサダ
- マイク・キャメロン
- マグリオ・オルドニェス
- アルバート・プホルス
- エドウィン・エンカーナシオン
- クレイグ・スタメン
- ライアン・ジマーマン
- ジョーダン・ジマーマン
- エドウィン・エンカーナシオン
- ジョナタン・ソラーノ
- スティーブン・ストラスバーグ
- サンディ・レオン
- スティーブン・スーザ・ジュニア
- アンソニー・レンドン
- マイケル・テイラー
- ブライス・ハーパー
- A.J.コール
- ウィルマー・ディフォ
- ルーカス・ジオリト
- ペドロ・セベリーノ
- コーダ・グローバー